# Усавич
Усавич (яп. ウサビッチ) — короткометражный 3D анимационный сериал, повествующий о приключениях двух антропоморфных кроликов-уголовников. Производится с 2006 года студией Kanaban Graphics по заказу MTV Japan. На момент 2015 года, в эфир вышло шесть сезонов. В 2009 году транслировался по российскому каналу 2х2. Представляет собой абсурдистский постмодерн, в котором сюжет и художественная составляющая уходят на второй план за образ фантасмагорической раздробленной реальности. Несмотря на фамилии персонажей, явно намекающие на российских политических деятелей, политическая сатира отсутствует. Персонажи разговаривают частично на ломаном русском, частично на вымышленном языке.

## Сюжет
События сериала происходят в 1961 году в СССР. Два главных героя — человекообразные кролики Кирененко и Путин. В 1-м сезоне они отбывают тюремное заключение, в последней серии сезона совершают побег. 2-й сезон целиком посвящен погоне, в которой беглецов преследуют сотрудники милиции, начиная с 3-го сезона сериал повествует о похождениях беглецов на свободе.

## Персонажи

### Главные персонажи

#### Кирененко
Носит тюремную робу в красно-белую полоску с номером 04. В левом ухе носит булавку. На лице имеет зазубренный шрам, подчеркивающий, что часть головы была ему пересажена в ходе операции: он и его брат-близнец Кируненко серьёзно пострадали от взрыва, устроенного Зрзоловым. По не показанной причине Кирененко была пересажена часть черепа Кируненко и наоборот. Спокойный и молчаливый, тем не менее, обладает взрывоопасным характером и в приступе неконтролируемого бешенства полностью преображается внешне. Чрезвычайно силён физически и обычно неуязвим для огнестрельного и холодного оружия, также ему не причиняют ощутимого вреда взрывы или ядовитые вещества. Кирененко коллекционирует кеды, которым уделяет внимания больше, чем происходящему вокруг, бо́льшую часть сериала он проводит, читая каталог обуви. В 6-м сезоне Usavich Zero (являющимся приквелом к сериалу) Кирененко показан целиком забинтованным после взрыва и последовавшей операции, там же оказывается что изначально они с Путиным не были сокамерниками и каждый обитал в одноместной камере. Единственная цель в жизни Кирененко — обладать новыми красными кедами определённой модели, причём даже не носить, а просто иметь их.

#### Путин
Носит тюремную робу в бело-зелёную полоску с номером 541. Уши у основания завязаны в узел. Он трусоват, легко поддаётся панике, а также сентиментален. Простоватый и безвредный добряк, тугодум, хотя очень трудолюбивый, с помощью гаечного ключа чинит и перестраивает технику различной сложности. Путин, в отличие от Кирененко, не имеет криминального прошлого: на свободе был простым рабочим, однако пропустил один день на работе из-за похмелья, в результате чего был объявлен «капиталистическим агентом» и получил три года тюрьмы. Сбежал вместе с Кирененко всего за день до окончания срока заключения. В 5-й серии каждого сезона на пару с Ленинградом устраивает музыкальные импровизации. В течение всего первого сезона танцует казачок, иногда даже во сне. В отличие от постоянно молчащего Кирененко, издает различные возгласы, выражающие удивление, ужас, радость, жалость и прочие эмоции.

#### Ленинград
Жившая в туалете камеры Кирененко и Путина лягушка, ставшая для них своеобразным домашним питомцем. Квакает, а также часто глотает Команеча и испражняется им. В Usavich Zero выясняется, что Ленинград жил в стене между камерами и был вскормлен Путиным. Играет важную роль в музыкальных эпизодах. Его родители, Шарапова и Михаил, живут в лесу.

#### Команеч (Команецын)
Цыплёнок-трансвестит, найденный Путиным во 2-м эпизоде во время принудительных работ по сортировке цыплят. Имеет абсурдную гротескную внешность — клюва нет, но есть женские губы, причем окружённые щетиной. Путин ошибочно определил Команеча как цыплёнка женского пола, за что был наказан Родовым. На протяжении сериала Команеч подвержен всевозможным переходам между состояниями — неоднократно умирает, становясь призраком, воскресает, вырастает, становится матерью и собственным потомством, и несколько раз обедом. В эмоциональных ситуациях издает совершенно нехарактерный для кур рев, похожий на гудок. Очень застенчив и часто краснеет в неловких и неприятных ситуациях. Неоднократно происходила встреча Команеча с себе подобными (так, в 6-м эпизоде 1 сезона к нему на свидание пришла его папа/мама ), но каждый раз Кирененко пускал вторую птицу на жаркое.

#### Механенко
Робот-кролик, сконструированный Путиным в 35-й серии, чтобы запугать группу захвата. В течение всего 4-го сезона Путин пытается усовершенствовать Механенко и заставить его выполнять рутинную работу по дому, что каждый раз приводит к неожиданным последствиям и разрушениям. В конце 4 сезона был выведен из строя Кирененко за то, что обул и испортил его драгоценные кеды. Затем Путин переконструировал его в новый шагающий автомобиль, смешав детали Механенко с остатками «Москвича», на котором герои совершили побег в начале сериала.

### Второстепенные персонажи

#### Работники тюрьмы
Выглядят так, словно за дверью стоит кролик, но на самом деле образ двери и охранника слит воедино, тем не менее в 3 серии во время очередного конфликта Кирененко перекидывает дверь-охранника через себя, и на короткий момент можно разглядеть жёлтую фигуру в зелёной форме и ушанке. Двери постоянно сменяют друг друга, дают заключенным работу, часто противостоят героям.
- Каньсюков — охранник (от японского かんしゅ — охрана).
- Родов — трудовой начальник (ろうどう — работа)
- Зениров — тюремный Бухгалтер (ぜに — деньги)
- Сёкейский — каратель (しょけい — наказание).

#### Сотрудники милиции Борис и Капучев (Копцев)
Милиционеры, преследующие Кирененко. Капучев — водитель, Борис — стрелок. Являются преследователями героев во втором сезоне, иногда появляются в третьем и четвёртом. Упрямы, прямолинейны и не отличаются сообразительностью.

#### Зрзолов
Владелец доходного дома, замаскированного под универмаг. Главный антагонист 3 сезона. Очень богат, алчен, самовлюблён до нарциссизма. Имеет двух прислуг — Зою и Джирию. По неизвестной причине пытался уничтожить Кирененко и Куриненко в прошлом, заманив их кедами в ловушку внутри ракеты и устроив взрыв. На протяжении 3-го сезона пытается убить Кирененко (несколько раз успешно) и присвоить его деньги. В итоге был схвачен Борисом и Капучевым как опасный преступник и достался под надзор двери Каньсюкову.

#### Мама (папа) Команеча
Взрослая птица неопределённой половой принадлежности, также как Команеч, наделена женскими губами и щетиной. Значительно превосходит Команеча размерами.

#### Шарапова
Мать Ленинграда. Появляется в 1-м сезоне, когда приходит навестить сына. Вместе с мужем Михаилом играют значительную роль в 5-м сезоне, действие которого происходит в лесу.

#### Михаил
Отец Ленинграда, муж Шараповой. Впервые появляется во время видеотелефонного разговора Ленинграда с матерью в 48-м эпизоде. Михаил значительно крупнее жены и сына, носит усы. Способен проглотить маму (папу) Команеча, в 58-м эпизоде глотает Кирененко, Механенко и Кедамски. В том же эпизоде выясняется, что за некоторое время до этого он проглотил Кируненко.

#### Кируненко
Брат-близнец Кирененко. В левом ухе носит две скрещенные булавки. Также, как и его брат, флегматичен и силён, любит кеды и всё время читает каталог обуви. Впервые упоминается в конце третьего сезона, когда показывают воспоминания Кирененко о попытке Зрзолова их взорвать. У Кируненко, как и у брата, часть головы отличается цветом (поскольку она пересажена от Кирененко). Также фигурирует в 5-м сезоне, где оказывается съеденным Михаилом, и в Usavich Zero, где он как и брат забинтован после операции и ограничен в движениях.

#### Кедамски
Крупный кролик, живущий в лесу. Первое упоминание о нём происходит во втором сезоне, где он нарисован на последней странице каталога обуви, который читает Кириненко. Появляется в 5 сезоне (с 53 серии). Его цель — съесть суп, который готовит Путин, и похитить у Кирененко из чемоданчика морковь. В финале сезона ему удается съесть скоростной гриб и с его помощью украсть чемоданчик, после чего за ним в погоню бросается Кирененко, а следом Путин (переделав Механенко из шагающего транспорта в летающий).

## Список серий
| Первый сезон | Первый сезон           | Второй сезон | Второй сезон                     | Третий сезон | Третий сезон      | Четвёртый сезон | Четвёртый сезон     | Пятый сезон | Пятый сезон      | Усавич. Предыстория | Усавич. Предыстория         |
| ------------ | ---------------------- | ------------ | -------------------------------- | ------------ | ----------------- | --------------- | ------------------- | ----------- | ---------------- | ------------------- | --------------------------- |
| 1            | Время для еды          | 14           | Следи за агрессивными водителями | 27           | Первый этаж       | 40              | Машина-повар        | 53          | Меха в лесу      | -12                 | Появление возрожденного     |
| 2            | Время для работы       | 15           | Следи за дорогой                 | 28           | Второй этаж       | 41              | Машина-пылесос      | 54          | Прятки в лесу    | -11                 | Появление еды               |
| 3            | Время для душа         | 16           | Следи за подъемом в гору         | 29           | Третий этаж       | 42              | Объединенная машина | 55          | Грибы в лесу     | -10                 | Появление дремоты           |
| 4            | Время для развлечений  | 17           | Следи за снайперами              | 30           | Четвёртый этаж    | 43              | Машина для стирки   | 56          | Команечи в лесу  | -9                  | Появление туалета           |
| 5            | Время для танцев       | 18           | Следи за танцами                 | 31           | Пятый этаж        | 44              | Машина-танцор       | 57          | Танцы в лесу     | -8                  | Появление обуви             |
| 6            | Время для посетителей  | 19           | Следи за ракетами                | 32           | Шестой этаж       | 45              | Машина-холодильник  | 58          | Лягушки в лесу   | -7                  | Появление дверей            |
| 7            | Время для зарядки      | 20           | Следи за шинами                  | 33           | Седьмой этаж      | 46              | Машина-умывальник   | 59          | Брат в лесу      | -6                  | Появление лишенного свободы |
| 8            | Время для азартных игр | 21           | Следи за скоростью               | 34           | Восьмой этаж      | 47              | Машина для игр      | 60          | Подкопы в лесу   | -5                  | Появление танцев            |
| 9            | Время для десерта      | 22           | Следи за танками                 | 35           | Девятый этаж      | 48              | Машина-коммуникатор | 61          | Дремлющие в лесу | -4                  | Появление работы            |
| 10           | Время для туалета      | 23           | Следи за усовершенствованиями    | 36           | Десятый этаж      | 49              | Машина-фокусник     | 62          | Ловушки в лесу   | -3                  | Появление лягушки           |
| 11           | Время для наказаний    | 24           | Следи за ненастоящим             | 37           | Одиннадцатый этаж | 50              | Сумасшедшая машина  | 63          | Рыбалка в лесу   | -2                  | Появление изобретений       |
| 12           | Время для темной       | 25           | Следи за инспекцией              | 38           | Двенадцатый этаж  | 51              | Машина-стекломойщик | 64          | Ужасы в лесу     | -1                  | Появление соседа            |
| 13           | Время для освобождения | 26           | Следи за глобальным наступлением | 39           | Тринадцатый этаж  | 52              | Машина-автомобиль   | 65          | Гонки в лесу     | 0                   | Появление свободы           |

| Дополнительные серии | Дополнительные серии           |
| -------------------- | ------------------------------ |
| 2.5                  | Очередное время для работы     |
| 13.5                 | Время для отлета               |
| 26.5                 | Следи за экстремальными курами |
| 39.5                 | Танцевальный этаж              |